# Bjuv (comuna)
Bjuv (em sueco: Bjuvs kommun;  pronúncia) é uma comuna da Suécia localizada no noroeste do condado da Escânia. Sua capital é a cidade de Bjuv. Tem 115 quilômetros quadrados e pelo censo de 2018, havia 15 501 habitantes.